# Saison 2024-2025 du Club africain
Chronologie
Saison précédente Saison suivante
La saison 2024-2025 du Club africain marque la 70e saison consécutive du club au sein de l'élite. Le club est engagé dans la compétition de la coupe de Tunisie,.

## Pré-saison et nouveaux investisseurs
Après une saison sportive, administrative et financière 2023-2024, marquée par l'élimination du club de toutes les compétitions et l'absence de participation aux compétitions africaines et régionales, le comité directeur du Club africain signe un accord de sponsoring avec l'investisseur américain James Cox Chambers Jr., également connu sous le nom de Fergie Chambers. Cet homme d'affaires et activiste politique marxiste est le fils de James Cox, directeur de la société américaine Cox Enterprises. Le président Haykel Dkhil déclare que ce contrat d'investissement doit aider le club à sortir des dettes accumulées au cours des dernières années. Chambers est un fidèle supporter du Club africain et apprécie son identité populaire ainsi que ses engagements, notamment en faveur de la cause palestinienne,,.
Le 11 juillet, le Club africain annonce avoir conclu un accord avec l'entraîneur français David Bettoni pour prendre la direction de l'équipe. Bettoni, qui a été l'adjoint de Zinédine Zidane au Real Madrid lors de ses deux mandats (2015-2018 et 2019-2021), a contribué à remporter trois Ligues des champions de l'UEFA consécutives, ainsi que des titres de LaLiga et de la Supercoupe d'Espagne. Bettoni a également assumé le rôle d'entraîneur principal par intérim le 23 janvier 2021, lors d'un match de LaLiga contre le Deportivo Alavés, remporté 4-1 par le Real Madrid en l'absence de Zidane, malade du Covid-19. Le staff de Bettoni comprend également Ali Boumnijel en tant qu'adjoint et Arthur Houched en tant que préparateur physique,,,.
Le 15 juillet, le Club africain reprend l'entraînement sous la direction de David Bettoni,. Le 30 août, le comité directeur annonce la levée de l'interdiction de recrutement,. Le 12 décembre, en visite au Qatar, Haykel Dkhil rencontre le président du Al-Gharafa SC pour explorer des partenariats sportifs ; il prévoit également une réunion avec l'association des supporters du club au Qatar, visant à renforcer les liens avec la diaspora et promouvoir le club à l'international. Le 17 décembre, le Club africain annonce la création d'une nouvelle commission technique pour sa section football, composée de David Bettoni (entraîneur en chef), Ludovic Batelli, Grégory Dupont (ancien préparateur physique de l'équipe de France championne du monde en 2018, qui rejoint le Red Star en tant que directeur technique en janvier 2025 tout en conservant son poste de consultant externe pour le club), Saber Khalifa, Arthur Hochede et Faouzi Ouni. Cette commission est chargée de mettre en œuvre le programme technique du club, de suivre les objectifs sportifs, de coordonner les différents staffs techniques et d'évaluer les recrutements. Le 1er mai 2025, le Club africain nomme Mohamed Sahli au poste de directeur sportif et conseiller technique de son équipe senior de football.

## Crise administrative et financière (mai 2025)
Le Club africain traverse une période de turbulences majeures durant la saison, faisant face à une crise administrative et financière sans précédent, marquée par des divisions internes et des choix sportifs contestés. En effet, le 13 mai 2025, Fergie Chambers qui a injecté plus de 5,2 millions de dollars dans le club, accuse dans un communiqué le président Haykel Dhkil de mauvaise gestion, de manque de transparence et de décisions unilatérales prises sans concertation avec les bailleurs de fonds. Il affirme notamment que ses propositions de réformes ont été ignorées et que l'avenir du club est mis en péril par cette gestion. Le 15 mai, Chambers annonce que Mikey Ambrose, ancien joueur professionnel américain employé dans son bureau d'investissement, allait réaliser une évaluation technique des joueurs de l'équipe première. Cependant, Chambers précise par la suite que cette évaluation est menée exclusivement dans le cadre des travaux de son équipe d'investissement, et que Ambrose n'occupe aucun poste au sein du club.
Le 18, le club annonce la démission de son comité directeur à compter du 15 mais il assure la gestion des affaires courantes jusqu'à l'assemblée générale élective prévue au plus tard le 12 juin conformément aux statuts. Le comité des sages est informé de ces décisions le 16 et une demande est déposée auprès du tribunal de première instance de Tunis pour la désignation de trois experts judiciaires chargés d'effectuer un audit des finances. Le 20 mai, Chambers affirme que la situation du club exige une mobilisation totale. Refusant toute décision prise sans sa consultation, il s'impose, dans le vide laissé par le comité démissionnaire, comme une figure centrale de gouvernance. Sans titre officiel, il agit désormais comme président de fait, dictant les grandes orientations en attendant l'assemblée générale élective,.

## Transferts

### Transferts estivaux
| Nom                            | Nationalité                      | Poste             | Transfert              | Provenance/Destination | Division               | Réf.   |
| ------------------------------ | -------------------------------- | ----------------- | ---------------------- | ---------------------- | ---------------------- | ------ |
| Arrivées                       |                                  |                   |                        |                        |                        |        |
| Yassine Bouabid                | Tunisie                          | Défenseur central | Transfert              | Olyampique de Béja     | Ligue I                | [ 25 ] |
| Hamza Ben Abda                 | Tunisie                          | Défenseur central | Transfert              | Stade tunisien         | Ligue I                | [ 26 ] |
| Hamza Khadhraoui               | Tunisie                          | Ailier gauche     | Transfert              | Stade tunisien         | Ligue I                | [ 27 ] |
| Moataz Zemzemi                 | Tunisie                          | Milieu offensif   | Transfert libre        | Chamois niortais       | National               | [ 28 ] |
| Kenneth Semakula               | Ouganda                          | Milieu défensif   | Transfert libre        | Villa SC               | StarTimes UPL          | [ 29 ] |
| Bilel Aït Malek                | Tunisie                          | Milieu offensif   | Transfert              | US Monastir            | Ligue I                | [ 30 ] |
| Wills Tene Nkingne             | Cameroun                         | Arrière gauche    | Transfert libre        | Pau FC rés.            | National 3             | [ 31 ] |
| Oussama Shili                  | Tunisie                          | Arrière gauche    | Transfert libre        | ES Tunis               | Ligue I                | [ 32 ] |
| Philippe Kinzumbi              | République démocratique du Congo | Ailier droit      | Transfert              | TP Mazembe             | LinaFoot L1            | [ 33 ] |
| Ali Youssef Ibrahim Al-Musrati | Libye                            | Défenseur central | Transfert libre        | Al Ahly Benghazi SC    | LPL                    | [ 34 ] |
| Abdelmalek Kelaleche           | Algérie                          | Milieu offensif   | Prêt                   | MC Alger U21           | Ligue 1 U21            | [ 35 ] |
| Shawkan Mohammed               | Ghana                            | Milieu central    | Transfert              | Accra Lions FC         | betPawa Premier League | [ 36 ] |
| Jules Armand Kooh              | Cameroun                         | Attaquant         | Transfert              | Les Astres FC          | MTN Elite One          | ,      |
| Départs                        |                                  |                   |                        |                        |                        |        |
| Skander Labidi                 | Tunisie                          | Défenseur central | Résiliation de contrat | US Ben Guerdane        | Ligue I                | ,      |
| Tayeb Meziani                  | Algérie                          | Ailier droit      | Fin de contrat         | MC Alger               | Ligue 1 Mobilis        | [ 41 ] |
| Khalil Kassab                  | Tunisie                          | Milieu défensif   | Fin de contrat         | Al-Najma               | Nasser bin Hamad PL    | [ 42 ] |
| Mohamed Ali Amri               | Tunisie                          | Avant-centre      | Résiliation de contrat | Al Madina              | LPL                    | [ 43 ] |
| Adem Taous                     | Tunisie                          | Arrière gauche    | Fin de contrat         | US Ben Guerdane        | Ligue I                | [ 41 ] |
| Hamza Agrebi                   | Tunisie                          | Arrière droit     | Fin de contrat         |                        |                        | [ 41 ] |
| Wissem Ben Yahia               | Tunisie                          | Milieu central    | Fin de carrière        |                        |                        | [ 41 ] |
| Zouhaier Dhaouadi              | Tunisie                          | Ailier gauche     | Fin de carrière        |                        |                        | [ 44 ] |
| Chiheb Labidi                  | Tunisie                          | Milieu offensif   | Fin de contrat         | CD Nacional            | Liga Portugal Betclic  | [ 45 ] |
| Mohamed Amine Zaghada          | Tunisie                          | Arrière gauche    | Résiliation de contrat | Stade tunisien         | Ligue I                | [ 46 ] |
| Alioune Mbaye                  | Sénégal                          | Avant-centre      | Résiliation de contrat | Gasogi United FC       | Rwanda PL              | ,      |
| Youssef Snana                  | Tunisie                          | Avant-centre      | Prêt                   | ES Zarzis              | Ligue I                | [ 49 ] |
| Federico Bikoro                | Guinée équatoriale               | Milieu central    | Résiliation de contrat | Raja Club Athletic     | Botola Pro Inwi        | [ 50 ] |
| Noureddine Farhati             | Tunisie                          | Gardien de but    | Transfert définitif    | US Ben Guerdane        | Ligue I                | [ 51 ] |

### Transferts hivernaux
Le mercato d'hiver doit se dérouler du 2 au 31 janvier 2025.
| Nom                    | Nationalité | Poste             | Transfert              | Provenance/Destination | Division                 | Réf.   |
| ---------------------- | ----------- | ----------------- | ---------------------- | ---------------------- | ------------------------ | ------ |
| Arrivées               |             |                   |                        |                        |                          |        |
| Dries Arfaoui          | Tunisie     | Gardien de but    | Transfert libre        | KMSK Deinze            | Challenger Pro League    | ,      |
| Mohamed Sadok Mahmoud  | Tunisie     | Milieu défensif   | Transfert              | CS Korba               | Ligue II                 | [ 55 ] |
| Fahd Al-Mesmary        | Libye       | Ailier gauche     | Transfert              | Al Tahaddy Benghazi    | LPL                      | [ 56 ] |
| Richard Boadu          | Ghana       | Milieu central    | Signature préliminaire | Al Ahly Benghazi SC    | LPL                      | [ 57 ] |
| Départs                |             |                   |                        |                        |                          |        |
| Kingsley Eduwo         | Nigeria     | Avant-centre      | Résiliation de contrat | ES Sétif               | Ligue 1                  | ,      |
| Mohamed Amine Hamrouni | Tunisie     | Arrière gauche    | Résiliation de contrat | Al-Faisaly Amman       | The Jordanian Pro League | [ 60 ] |
| Richard Boadu          | Ghana       | Milieu central    | Non validé             | Al-Tahaddy Club        | LPL                      | [ 61 ] |
| Ameur El Omrani        | Tunisie     | Défenseur central | Résiliation de contrat | US Biskra              | Ligue 1                  | [ 62 ] |
| Houssem Eddine Souissi | Tunisie     | Milieu central    | Résiliation de contrat | US Ben Guerdane        | Ligue I                  | [ 63 ] |

Le milieu de terrain ghanéen Richard Boadu signe un contrat de six mois avec le club libyen d'Al Tahaddy. Il pourrait revenir au Club africain lors du mercato estival. La Fédération tunisienne de football rejette la demande du club de faire enregistrer Boadu en remplacement de Mouez Hassen, en invoquant le joker médical.

## Préparation d'avant-saison et matchs amicaux durant la saison
Le stage de préparation pour la saison 2024-2025 commence le 25 juillet 2024 à l'hôtel La Cigale de Tabarka, sans la présence des supporters,.Le 3 août, lors du premier match de pré-saison, le club s'impose face au Club sportif sfaxien (5-0).Le 5 août 2024, lors du deuxième match de pré-saison, le club s'impose aussi face à l'Olympique de Béja (3-0). Dans la soirée du 11 août, le Club africain organise un match de gala pour célébrer Wissem Ben Yahia et Zouhaier Dhaouadi, ce qui donne lieu à une rencontre amicale internationale contre le Wydad Athletic Club au stade olympique de Radès, qui se solde par un match nul (1-1). Le 18 août, lors du quatrième match de pré-saison, le Club africain afronte l'Entente sportive sétifienne au stade Chedly-Zouiten, le match se terminant sur un nul (0-0). Le 25 août, lors du dernier match de pré-saison, le club joue également contre Club sportif de Korba à korba, mais le match se termine sur un score nul (1-1).Le 8 septembre, lors d'un match amical, le club joue contre le Al-Hilal Benghazi à Tunis, le match se terminant sur un nul (1-1). Le 8 décembre, lors d'un match amical, le club s'impose face à Al Nasr Benghazi à Benina (0-1),.

## Championnat de Tunisie
Le 31 août, à l'occasion de la première journée du championnat, renforcé par ces nouvelles recrues, le Club africain affronte l'Union sportive de Ben Guerdane au stade du 7-Mars, le match se terminant sur un score nul (2-2),. Le 11 septembre, la Ligue nationale de football professionnel statue en faveur du Club africain, lequel avait formulé une réclamation concernant la participation du joueur Mohamed Habib Yaken, de l'Union Sportive de Ben Guerdane. En conséquence, il est décidé d'annuler le match, attribuant la victoire au Club africain par forfait sur le score de 0-2.
| 1re journée              | US Ben Guerdane                                | 0 - 2 (sur tapis) | Club africain                           | Stade du 7-Mars, Ben Gardane | |
| 31 août 2024 16:51 GMT+1 | Houssem Habbassi 41e · Nassim Sioud 82e (pen.) | (1 - 0)           | Hamza Khadhraoui 58e · Hamdi Labidi 87e | Spectateurs : 600 Diffuseur : Diwan Sport, Télévision tunisienne 2 Arbitrage : Sadok Selmi Arbitres assistants : Marwen Saad Jamell Dorai Quatrième arbitre : Badis Ben Saleh | Spectateurs : 600 Diffuseur : Diwan Sport, Télévision tunisienne 2 Arbitrage : Sadok Selmi Arbitres assistants : Marwen Saad Jamell Dorai Quatrième arbitre : Badis Ben Saleh |
| 31 août 2024 16:51 GMT+1 | Junior Bida · Adem Ben Ahmed 47e               |                   |                                         | Spectateurs : 600 Diffuseur : Diwan Sport, Télévision tunisienne 2 Arbitrage : Sadok Selmi Arbitres assistants : Marwen Saad Jamell Dorai Quatrième arbitre : Badis Ben Saleh | Spectateurs : 600 Diffuseur : Diwan Sport, Télévision tunisienne 2 Arbitrage : Sadok Selmi Arbitres assistants : Marwen Saad Jamell Dorai Quatrième arbitre : Badis Ben Saleh |

Le 22 septembre, le Club africain s'impose lors de sa rencontre avec la Jeunesse sportive d'El Omrane au stade olympique de Radès (2-0).
| 2e journée                    | Club africain                           | 2 - 0   | Jeunesse sportive d'El Omrane | Stade olympique de Radès, Radès | |
| 22 septembre 2024 16:30 GMT+1 | Kingsley Eduwo 06e · Hamza Ben Abda 11e | (2 - 0) |                               | Spectateurs : 13 400 Diffuseur : Diwan Sport, Télévision tunisienne 1 Arbitrage : Ahmed Dhaouadi Arbitres assistants : Khaled Souayah Ridha Saidani Quatrième arbitre : Ali Ouerhani | Spectateurs : 13 400 Diffuseur : Diwan Sport, Télévision tunisienne 1 Arbitrage : Ahmed Dhaouadi Arbitres assistants : Khaled Souayah Ridha Saidani Quatrième arbitre : Ali Ouerhani |

Le 28 septembre, le Club africain s'impose lors de sa rencontre avec l'El Gawafel sportives de Gafsa à Gafsa (0-3).
| 3e journée                    | El Gawafel sportives de Gafsa | 0 - 3                                  | Club africain                                                     | Stade olympique de Gafsa, Gafsa | |
| 28 septembre 2024 15:00 GMT+1 |                               | (0 - 1)                                | Bilel Aït Malek 15e · Hamdi Labidi 74e · Abdelmalek Kelaleche 89e | Spectateurs : 450 Diffuseur : Diwan Sport, Télévision tunisienne 1 Arbitrage : Amir Ayadi Arbitres assistants : Ahmed Dhouioui wissem Boughatas Quatrième arbitre : Hosni Naili | Spectateurs : 450 Diffuseur : Diwan Sport, Télévision tunisienne 1 Arbitrage : Amir Ayadi Arbitres assistants : Ahmed Dhouioui wissem Boughatas Quatrième arbitre : Hosni Naili |
| 28 septembre 2024 15:00 GMT+1 |                               | Aziz Ghrissi 49e · Ghaith Zaalouni 88e |                                                                   | Spectateurs : 450 Diffuseur : Diwan Sport, Télévision tunisienne 1 Arbitrage : Amir Ayadi Arbitres assistants : Ahmed Dhouioui wissem Boughatas Quatrième arbitre : Hosni Naili | Spectateurs : 450 Diffuseur : Diwan Sport, Télévision tunisienne 1 Arbitrage : Amir Ayadi Arbitres assistants : Ahmed Dhouioui wissem Boughatas Quatrième arbitre : Hosni Naili |

Le 3 octobre, le Club africain s'impose lors de sa rencontre avec l'Espérance sportive de Zarzis au stade olympique de Radès (1-0).
| 4e journée                 | Club africain                             | 1 - 0   | Espérance sportive de Zarzis                                                                                       | Stade olympique de Radès, Radès | |
| 3 octobre 2024 16:30 GMT+1 | Bilel Aït Malek 45+2e                     | (1 - 0) | | Spectateurs : 10 500 Diffuseur : Diwan Sport, Télévision tunisienne 2 Arbitrage : Mohamed Yosri Bouali Arbitres assistants : Khalil Hassani Marwen Saad Quatrième arbitre : Oussama Chraiet | Spectateurs : 10 500 Diffuseur : Diwan Sport, Télévision tunisienne 2 Arbitrage : Mohamed Yosri Bouali Arbitres assistants : Khalil Hassani Marwen Saad Quatrième arbitre : Oussama Chraiet |
| 3 octobre 2024 16:30 GMT+1 | Kenneth Semakula 16e · Hamza Ben Abda 34e |         | Kouni Khalfa 18e · Ambrose Ochigbo 37e · Diby Béranger Gautier 45e · Fallou Formose Mendy 77e · Moemen Rahmani 85e | Spectateurs : 10 500 Diffuseur : Diwan Sport, Télévision tunisienne 2 Arbitrage : Mohamed Yosri Bouali Arbitres assistants : Khalil Hassani Marwen Saad Quatrième arbitre : Oussama Chraiet | Spectateurs : 10 500 Diffuseur : Diwan Sport, Télévision tunisienne 2 Arbitrage : Mohamed Yosri Bouali Arbitres assistants : Khalil Hassani Marwen Saad Quatrième arbitre : Oussama Chraiet |

Lors de la cinquième journée de championnat, le Club africain fait match nul face au Club sportif sfaxien au stade olympique de Radès (0-0).
| 5e journée                  | Club africain                                            | 0 - 0   | CS Sfax                                                                  | Stade olympique de Radès, Radès | |
| 19 octobre 2024 17:33 GMT+1 |                                                          | (0 - 0) |                                                                          | Spectateurs : 23 800 Diffuseur : Télévision tunisienne 1, Al-Kass Two, Diwan Sport Arbitrage : Mehrez Melki Arbitres assistants : Ahmed Dhouioui Wael Mahouachi Quatrième arbitre : Houssem Ben Sassi | Spectateurs : 23 800 Diffuseur : Télévision tunisienne 1, Al-Kass Two, Diwan Sport Arbitrage : Mehrez Melki Arbitres assistants : Ahmed Dhouioui Wael Mahouachi Quatrième arbitre : Houssem Ben Sassi |
| 19 octobre 2024 17:33 GMT+1 | Ali Youssef Ibrahim Al-Musrati 36e · Ghaith Zaalouni 64e |         | 19e Koffi Kouamé · 51e Pedro Sá · 51e Aymen Dahmen · 90+3e Baraket Hmidi | Spectateurs : 23 800 Diffuseur : Télévision tunisienne 1, Al-Kass Two, Diwan Sport Arbitrage : Mehrez Melki Arbitres assistants : Ahmed Dhouioui Wael Mahouachi Quatrième arbitre : Houssem Ben Sassi | Spectateurs : 23 800 Diffuseur : Télévision tunisienne 1, Al-Kass Two, Diwan Sport Arbitrage : Mehrez Melki Arbitres assistants : Ahmed Dhouioui Wael Mahouachi Quatrième arbitre : Houssem Ben Sassi |

Lors de la sixième journée de championnat, le Club africain fait match nul face à l'Olympique de Béja à Medjez el-Bab (1-1).
| 6e journée                  | Olympique de Béja                                                                     | 1 - 1   | Club africain            | Stade municipal de Medjez el-Bab, Medjez el-Bab | |
| 26 octobre 2024 14:30 GMT+1 | Skander Sghaier 54e                                                                   | (0 - 1) | Bilel Aït Malek 15e      | Spectateurs : 500 Diffuseur : Diwan Sport, Télévision tunisienne 1 Arbitrage : Khaled Gouider Arbitres assistants : Wael Hannachi Riadh Bouchlaghem Quatrième arbitre : Ahmed Dhaouadi | Spectateurs : 500 Diffuseur : Diwan Sport, Télévision tunisienne 1 Arbitrage : Khaled Gouider Arbitres assistants : Wael Hannachi Riadh Bouchlaghem Quatrième arbitre : Ahmed Dhaouadi |
| 26 octobre 2024 14:30 GMT+1 | Abdelaziz Knani 13e · Skander Sghaier 55e · Rabii Homri 74e · Aly Desse Sissoko 90+2e |         | Bilel Aït Malek 25e, 25e | Spectateurs : 500 Diffuseur : Diwan Sport, Télévision tunisienne 1 Arbitrage : Khaled Gouider Arbitres assistants : Wael Hannachi Riadh Bouchlaghem Quatrième arbitre : Ahmed Dhaouadi | Spectateurs : 500 Diffuseur : Diwan Sport, Télévision tunisienne 1 Arbitrage : Khaled Gouider Arbitres assistants : Wael Hannachi Riadh Bouchlaghem Quatrième arbitre : Ahmed Dhaouadi |

Le 2 novembre, à l'occasion de la septième journée du championnat, le Club africain fait match nul face à l'Union sportive monastirienne au stade olympique de Radès (0-0). Dans le cadre du match, le gardien de but du Club africain, Mouez Hassen, subit une grave blessure qui l'écarte pour le reste de la saison ; le portier du club souffre d'une fracture du tibia, contractée lors d'une action de jeu. À la suite de cet incident, une importante campagne de soutien se déploie en sa faveur, regroupant des témoignages de solidarité émanant de diverses équipes tunisiennes,,,. Le 5, la Ligue nationale de football professionnel sanctionne le Club africain en lui imposant un match à huis clos et une amende de 10 000 dinars ; ces sanctions font suite aux incidents survenus lors du match, marqués par des jets de bouteilles sur le terrain et l'utilisation de fumigènes par les supporters,.
| 7e journée                  | Club africain                                            | 0 - 0   | Union sportive monastirienne                               | Stade olympique de Radès, Radès | |
| 2 novembre 2024 16:30 GMT+1 |                                                          | (0 - 0) |                                                            | Spectateurs : 22 800 Diffuseur : Diwan Sport, Télévision tunisienne 1, Al-Kass One Arbitrage : Houssem Boulares Arbitres assistants : Wael Hannachi Riadh Bouchlaghem Quatrième arbitre : Ahmed Dhaouadi | Spectateurs : 22 800 Diffuseur : Diwan Sport, Télévision tunisienne 1, Al-Kass One Arbitrage : Houssem Boulares Arbitres assistants : Wael Hannachi Riadh Bouchlaghem Quatrième arbitre : Ahmed Dhaouadi |
| 2 novembre 2024 16:30 GMT+1 | Ali Youssef Ibrahim Al-Musrati 64e · Oussema Shili 90+2e |         | 10e Aymen Harzi · 64e Ousmane Diané · 90+1e Fourat Soltani | Spectateurs : 22 800 Diffuseur : Diwan Sport, Télévision tunisienne 1, Al-Kass One Arbitrage : Houssem Boulares Arbitres assistants : Wael Hannachi Riadh Bouchlaghem Quatrième arbitre : Ahmed Dhaouadi | Spectateurs : 22 800 Diffuseur : Diwan Sport, Télévision tunisienne 1, Al-Kass One Arbitrage : Houssem Boulares Arbitres assistants : Wael Hannachi Riadh Bouchlaghem Quatrième arbitre : Ahmed Dhaouadi |

Le 9 novembre, le Club africain s'impose lors de sa rencontre avec l'Union sportive de Tataouine à Tataouine (1-0),.
| 8e journée                  | US Tataouine | 0 - 1   | Club africain                        | Stade Néjib-Khattab, Tataouine | |
| 9 novembre 2024 14:31 GMT+1 |              | (0 - 1) | 45+3e Ali Youssef Ibrahim Al-Musrati | Spectateurs : 1 400 Diffuseur : Diwan Sport, Télévision tunisienne 2 Arbitrage : Badis Ben Salah Arbitres assistants : Khalil Hassani Hassen Chaâbane Quatrième arbitre : Raed Jouirou | Spectateurs : 1 400 Diffuseur : Diwan Sport, Télévision tunisienne 2 Arbitrage : Badis Ben Salah Arbitres assistants : Khalil Hassani Hassen Chaâbane Quatrième arbitre : Raed Jouirou |

Lors de la neuvième journée du championnat, le Club africain bat l'Avenir sportif de Soliman (4-2) à Radès.
| 9e journée                   | Club africain                                                      | 4 - 2                                                      | AS Soliman                                          | Stade olympique de Radès, Radès | |
| 23 novembre 2024 16:30 GMT+1 | Bilel Aït Malek 2e · Philippe Kinzumbi 14e 32e · Bassem Srarfi 87e | (3 - 0)                                                    | Mohamed Rayen Hamrouni 56e · Amanallah Mjahed 90+5e | Spectateurs : Huis clos Diffuseur : Diwan Sport, Télévision tunisienne 1 Arbitrage : Oussama Ben Ishak Arbitres assistants : Hamza Jlassi Oussama Yahyaoui Quatrième arbitre : Radhwane Belwarer | Spectateurs : Huis clos Diffuseur : Diwan Sport, Télévision tunisienne 1 Arbitrage : Oussama Ben Ishak Arbitres assistants : Hamza Jlassi Oussama Yahyaoui Quatrième arbitre : Radhwane Belwarer |
| 23 novembre 2024 16:30 GMT+1 |                                                                    | Andrey Oliveira 20e · Hamza Mabrouk 48e · Helmi Jouidi 71e |                                                     | Spectateurs : Huis clos Diffuseur : Diwan Sport, Télévision tunisienne 1 Arbitrage : Oussama Ben Ishak Arbitres assistants : Hamza Jlassi Oussama Yahyaoui Quatrième arbitre : Radhwane Belwarer | Spectateurs : Huis clos Diffuseur : Diwan Sport, Télévision tunisienne 1 Arbitrage : Oussama Ben Ishak Arbitres assistants : Hamza Jlassi Oussama Yahyaoui Quatrième arbitre : Radhwane Belwarer |

Le 30 novembre, au stade Hédi-Enneifer du Bardo, se déroule le petit derby tunisois opposant le Stade tunisien au Club africain, qui se solde par une victoire du premier sur un unique but inscrit par Bonheur Mugisha juste avant la pause.
| 10e journée                  | Stade tunisien                     | 1 - 0   | Club africain | Stade Hédi-Enneifer, Le Bardo | |
| 30 novembre 2024 14:00 GMT+1 | Bonheur Mugisha 45e                | (1 - 0) |               | Spectateurs : 4 000 Diffuseur : Diwan Sport, Télévision tunisienne 1, Al-Kass One Arbitrage : Amir Loussif Arbitres assistants : Mohamed Bekir Marwan Saad Quatrième arbitre : Mohamed Ali Garouia | Spectateurs : 4 000 Diffuseur : Diwan Sport, Télévision tunisienne 1, Al-Kass One Arbitrage : Amir Loussif Arbitres assistants : Mohamed Bekir Marwan Saad Quatrième arbitre : Mohamed Ali Garouia |
| 30 novembre 2024 14:00 GMT+1 | Sadok Kadida 48e · Yusuf Touré 79e |         |               | Spectateurs : 4 000 Diffuseur : Diwan Sport, Télévision tunisienne 1, Al-Kass One Arbitrage : Amir Loussif Arbitres assistants : Mohamed Bekir Marwan Saad Quatrième arbitre : Mohamed Ali Garouia | Spectateurs : 4 000 Diffuseur : Diwan Sport, Télévision tunisienne 1, Al-Kass One Arbitrage : Amir Loussif Arbitres assistants : Mohamed Bekir Marwan Saad Quatrième arbitre : Mohamed Ali Garouia |

Le 15 décembre, lors de la onzième journée du championnat, le Club africain bat l'Étoile sportive de Métlaoui (3-0) à Radès.
| 11e journée                  | Club africain                                                                      | 3 - 0   | ES Métlaoui                                                                | Stade olympique de Radès, Radès | |
| 15 décembre 2024 16:31 GMT+1 | Bassem Srarfi 2e · ( Hamza Khadraoui) Adem Garreb 66e · Ghaith Zaalouni 84e (pen.) | (1 - 0) |                                                                            | Spectateurs : 18 900 Diffuseur : Diwan Sport, Télévision tunisienne 1 Arbitrage : Mohamed Yosri Bouali Arbitres assistants : Mohamed Bouabid Ramzi Ben Fradj Quatrième arbitre : Wael Mosbahi | Spectateurs : 18 900 Diffuseur : Diwan Sport, Télévision tunisienne 1 Arbitrage : Mohamed Yosri Bouali Arbitres assistants : Mohamed Bouabid Ramzi Ben Fradj Quatrième arbitre : Wael Mosbahi |
| 15 décembre 2024 16:31 GMT+1 | Hamza Khadraoui 23e                                                                |         | Mohamed Hachem Khelifa 22e · Ahmed Bouassida 33e · Mohamed Amine Ammar 71e | Spectateurs : 18 900 Diffuseur : Diwan Sport, Télévision tunisienne 1 Arbitrage : Mohamed Yosri Bouali Arbitres assistants : Mohamed Bouabid Ramzi Ben Fradj Quatrième arbitre : Wael Mosbahi | Spectateurs : 18 900 Diffuseur : Diwan Sport, Télévision tunisienne 1 Arbitrage : Mohamed Yosri Bouali Arbitres assistants : Mohamed Bouabid Ramzi Ben Fradj Quatrième arbitre : Wael Mosbahi |

Le 22 décembre se déroule le derby tunisois entre le Club africain et l'Espérance sportive de Tunis au stade olympique de Radès lors de la douzième journée du championnat. La rencontre se termine sur un score nul de 2-2. Le match est équilibré et très compétitif, avec de nombreuses occasions de part et d'autre, montrant la rivalité intense entre les deux clubs historiques,,.
| 12e journée                  | ES Tunis                                                                  | 2 - 2   | Club africain                                                                               | Stade olympique de Radès, Radès | |
| 22 décembre 2024 16:30 GMT+1 | Yan Sasse (en) 38e (Houssem Teka ) · Mohamed Tougaï 44e (Youcef Belaïli ) | (2 - 1) | 08e Ali Youssef Ibrahim Al-Musrati ( Ghaith Sghaier) · 81e Yassine Bouabid ( Bassem Srarfi) | Spectateurs : 26 700 Diffuseur : Al-Kass Four, Télévision tunisienne 1, Diwan Sport Arbitrage : Luís Godinho Arbitres assistants : Rui Teixeira Pedro Mota Quatrième arbitre : Nidhal Letaïef | Spectateurs : 26 700 Diffuseur : Al-Kass Four, Télévision tunisienne 1, Diwan Sport Arbitrage : Luís Godinho Arbitres assistants : Rui Teixeira Pedro Mota Quatrième arbitre : Nidhal Letaïef |
| 22 décembre 2024 16:30 GMT+1 | Youcef Belaïli 71e · Raed Bouchniba 90+1e                                 | Rapport | 42e Hamza Ben Abda · 83e Hamdi Labidi · 90+7e Ali Youssef Ibrahim Al-Musrati                | Spectateurs : 26 700 Diffuseur : Al-Kass Four, Télévision tunisienne 1, Diwan Sport Arbitrage : Luís Godinho Arbitres assistants : Rui Teixeira Pedro Mota Quatrième arbitre : Nidhal Letaïef | Spectateurs : 26 700 Diffuseur : Al-Kass Four, Télévision tunisienne 1, Diwan Sport Arbitrage : Luís Godinho Arbitres assistants : Rui Teixeira Pedro Mota Quatrième arbitre : Nidhal Letaïef |

Le 28 décembre, lors de la treizième journée du championnat, le Club africain obtient une victoire face au Club athlétique bizertin (1-0) au stade olympique de Radès, lors du dernier match de l'année.
| 13e journée                  | Club africain             | 1 - 0   | CA Bizertin                                             | Stade olympique de Radès, Radès | |
| 28 décembre 2024 16:30 GMT+1 | Moataz Zemzemi 65e (pen.) | (1 - 0) |                                                         | Spectateurs : 14 700 Diffuseur : Diwan Sport, Télévision tunisienne 1 Arbitrage : Amir Ayadi Arbitres assistants : Mohamed Trabelsi Yassine Saadaoui Quatrième arbitre : Amir Fekir | Spectateurs : 14 700 Diffuseur : Diwan Sport, Télévision tunisienne 1 Arbitrage : Amir Ayadi Arbitres assistants : Mohamed Trabelsi Yassine Saadaoui Quatrième arbitre : Amir Fekir |
| 28 décembre 2024 16:30 GMT+1 | Adem Garreb 90+1e         |         | 43e Momar Diop Seydi · 50e Aymen Amri · 77e Abdou Seydi | Spectateurs : 14 700 Diffuseur : Diwan Sport, Télévision tunisienne 1 Arbitrage : Amir Ayadi Arbitres assistants : Mohamed Trabelsi Yassine Saadaoui Quatrième arbitre : Amir Fekir | Spectateurs : 14 700 Diffuseur : Diwan Sport, Télévision tunisienne 1 Arbitrage : Amir Ayadi Arbitres assistants : Mohamed Trabelsi Yassine Saadaoui Quatrième arbitre : Amir Fekir |

Le 5 janvier 2025, le stade olympique de Sousse accueille le classico entre le Club africain et l'Étoile sportive du Sahel dans le cadre de la quatorzième journée du championnat. La rencontre se conclut sur un match nul (2-2),.
| 14e journée                | Étoile sportive du Sahel                                                    | 2 - 2   | Club africain                                                                    | Stade olympique de Sousse, Sousse | |
| 5 janvier 2025 14:00 GMT+1 | Firas Chaouat 15e · Fedi Ben Choug 39e ( Raki Aouani)                       | (2 - 1) | 14e Hamza Khadhraoui ( Hamdi Labidi) · 90+4e Hamdi Labidi ( Bilel Aït Malek)     | Spectateurs : 12 300 Diffuseur : Télévision tunisienne 1, Diwan Sport Arbitrage : Claudio Pereira Arbitres assistants : Tiago Pereira Costa Paulo Bras Quatrième arbitre : Houssem Boulares | Spectateurs : 12 300 Diffuseur : Télévision tunisienne 1, Diwan Sport Arbitrage : Claudio Pereira Arbitres assistants : Tiago Pereira Costa Paulo Bras Quatrième arbitre : Houssem Boulares |
| 5 janvier 2025 14:00 GMT+1 | Firas Chaouat 21e · Fedi Ben Choug 65e · Anas Khardani 72e · Cedrik Gbo 87e | Rapport | 15e Makrem Sghaier · 39e Ahmed Khalil · 87e Ghaith Zaalouni · 90+5e Hamdi Labidi | Spectateurs : 12 300 Diffuseur : Télévision tunisienne 1, Diwan Sport Arbitrage : Claudio Pereira Arbitres assistants : Tiago Pereira Costa Paulo Bras Quatrième arbitre : Houssem Boulares | Spectateurs : 12 300 Diffuseur : Télévision tunisienne 1, Diwan Sport Arbitrage : Claudio Pereira Arbitres assistants : Tiago Pereira Costa Paulo Bras Quatrième arbitre : Houssem Boulares |

Le 11 janvier, lors de la quinzième journée du championnat et à l'occasion du dernier match de la phase aller, le Club africain s'impose face à l'Avenir sportif de Gabès (1-0) au stade olympique de Radès.
| 15e journée                 | Club africain                            | 1 - 0                                   | AS Gabès | Stade olympique de Radès, Radès | |
| 11 janvier 2025 14:00 GMT+1 | Dhia Maatougui 34e (csc) Bilel Aït Malek | (1 - 0)                                 |          | Spectateurs : 11 000 Diffuseur : Diwan Sport, Télévision tunisienne 1 Arbitrage : Houssem Boulares Arbitres assistants : Wael Hannachi Wassim Hannachi Quatrième arbitre : Wassim Boussifi | Spectateurs : 11 000 Diffuseur : Diwan Sport, Télévision tunisienne 1 Arbitrage : Houssem Boulares Arbitres assistants : Wael Hannachi Wassim Hannachi Quatrième arbitre : Wassim Boussifi |
| 11 janvier 2025 14:00 GMT+1 |                                          | 11e Firas Ben Ammar · 17e Iheb Ben Amor |          | Spectateurs : 11 000 Diffuseur : Diwan Sport, Télévision tunisienne 1 Arbitrage : Houssem Boulares Arbitres assistants : Wael Hannachi Wassim Hannachi Quatrième arbitre : Wassim Boussifi | Spectateurs : 11 000 Diffuseur : Diwan Sport, Télévision tunisienne 1 Arbitrage : Houssem Boulares Arbitres assistants : Wael Hannachi Wassim Hannachi Quatrième arbitre : Wassim Boussifi |

Le 26 janvier, lors d'un match en retard de la seizième journée de Ligue 1, le Club africain fait match nul face à l'Union sportive de Ben Guerdane au stade olympique de Radès (0-0). Le match est marqué par plusieurs occasions manquées par l'attaque face à la solide défense de Ben Guerdane. Le 17 mars, la Ligue nationale de football professionnel (LNFP) statue en faveur du Club africain, lequel avait formulé une réclamation concernant la présence d'un responsable de l'Union sportive de Ben Guerdane sur le terrain. En conséquence, il est décidé d'annuler le match et d'attribuer la victoire au Club africain par forfait sur le score de 0-2. Toutefois, la commission d'appel de la Fédération tunisienne de football, réunie le mardi 8 avril, décide d'accepter la réclamation de l'US Ben Guerdane et d'annuler la décision de la LNFP, ce qui signifie que le résultat obtenu sur le terrain — un match nul 0-0 — est rétabli. En réaction, le lendemain, le Club africain annonce son intention de poursuivre la démarche juridique contre la décision de la commission nationale d'appel, qu'il juge illégitime, d'obtenir sa dissolution et l'annulation de l'ensemble de ses décisions ; le club suspend également toute présence ou plaidoirie devant cette instance et annonce son intention d'intenter une action en justice contre la Fédération tunisienne de football, tout en appelant ses supporters à faire preuve de retenue et à placer l'intérêt général au-dessus de toute considération.
| 16e journée                 | Club africain     | 0 - 0   | US Ben Guerdane                                  | Stade olympique de Radès, Radès | |
| 26 janvier 2025 16:01 GMT+1 |                   | (0 - 0) |                                                  | Spectateurs : 18 500 Diffuseur : Diwan Sport, Télévision tunisienne 2 Arbitrage : Haithem Kossai Arbitres assistants : Hassen Chaabane Khaled Daly Quatrième arbitre : Raed Jouirou | Spectateurs : 18 500 Diffuseur : Diwan Sport, Télévision tunisienne 2 Arbitrage : Haithem Kossai Arbitres assistants : Hassen Chaabane Khaled Daly Quatrième arbitre : Raed Jouirou |
| 26 janvier 2025 16:01 GMT+1 | Oussema Shili 34e | Rapport | 44e Presnel Arnaud Banga · 67e Ghazi Abderrazzak | Spectateurs : 18 500 Diffuseur : Diwan Sport, Télévision tunisienne 2 Arbitrage : Haithem Kossai Arbitres assistants : Hassen Chaabane Khaled Daly Quatrième arbitre : Raed Jouirou | Spectateurs : 18 500 Diffuseur : Diwan Sport, Télévision tunisienne 2 Arbitrage : Haithem Kossai Arbitres assistants : Hassen Chaabane Khaled Daly Quatrième arbitre : Raed Jouirou |

Le 1er février, lors de la 17e journée du championnat, le Club africain affronte la Jeunesse sportive d'El Omrane au stade Chedly-Zouiten. La rencontre se termine sur un score nul (1-1). Disputé sous une pluie abondante, le match est marqué par des conditions météorologiques difficiles, influençant l'état de la pelouse et le déroulement du jeu, avec plusieurs occasions manquées de part et d'autre.
| 17e journée                  | Jeunesse sportive d'El Omrane | 1 - 1   | Club africain           | Stade Chedly-Zouiten, Tunis | |
| 1er février 2025 14:00 GMT+1 | Iheb Ben Rejeb 63e (pen.) | (0 - 1) | 45+1e Jules Armand Kooh | Spectateurs : 380 Diffuseur : Télévision tunisienne 1, Diwan Sport Arbitrage : Khalil Jary Arbitres assistants : Aymen Ismail Zied Dhouioui Quatrième arbitre : Houssem Ben Sassi | Spectateurs : 380 Diffuseur : Télévision tunisienne 1, Diwan Sport Arbitrage : Khalil Jary Arbitres assistants : Aymen Ismail Zied Dhouioui Quatrième arbitre : Houssem Ben Sassi |
| 1er février 2025 14:00 GMT+1 | Malek Jammel 4e · Ibrahima Kalil Camara 72e · Mohamed Salah Mhadhebi 74e · Montasser Essid 76e · Samer Marouani 83e · Haythem Khemissi 90+4e | Rapport | 60e Ahmed Khalil        | Spectateurs : 380 Diffuseur : Télévision tunisienne 1, Diwan Sport Arbitrage : Khalil Jary Arbitres assistants : Aymen Ismail Zied Dhouioui Quatrième arbitre : Houssem Ben Sassi | Spectateurs : 380 Diffuseur : Télévision tunisienne 1, Diwan Sport Arbitrage : Khalil Jary Arbitres assistants : Aymen Ismail Zied Dhouioui Quatrième arbitre : Houssem Ben Sassi |

Le 9 février, lors de la 18e journée du championnat, le Club africain s'impose face à El Gawafel sportives de Gafsa (2-1) au stade olympique de Radès.
| 18e journée                | Club africain                               | 2 - 1   | El Gawafel sportives de Gafsa   | Stade olympique de Radès, Radès | |
| 9 février 2025 14:00 GMT+1 | Jules Armand Kooh 49e · Bilel Aït Malek 63e | (0 - 0) | Noel Agbre 67e (Anouar Jouini ) | Spectateurs : 16 900 Diffuseur : Diwan Sport, Télévision tunisienne 1 Arbitrage : Mohamed Yosri Bouali Arbitres assistants : Marwene Saad Mohamed Bouabid Quatrième arbitre : Jasser Guirat | Spectateurs : 16 900 Diffuseur : Diwan Sport, Télévision tunisienne 1 Arbitrage : Mohamed Yosri Bouali Arbitres assistants : Marwene Saad Mohamed Bouabid Quatrième arbitre : Jasser Guirat |
| 9 février 2025 14:00 GMT+1 | Rapport                                     |         |                                 | Spectateurs : 16 900 Diffuseur : Diwan Sport, Télévision tunisienne 1 Arbitrage : Mohamed Yosri Bouali Arbitres assistants : Marwene Saad Mohamed Bouabid Quatrième arbitre : Jasser Guirat | Spectateurs : 16 900 Diffuseur : Diwan Sport, Télévision tunisienne 1 Arbitrage : Mohamed Yosri Bouali Arbitres assistants : Marwene Saad Mohamed Bouabid Quatrième arbitre : Jasser Guirat |

Le 12 février, lors de la 19e journée du championnat, le Club africain est défait par l'Espérance sportive de Zarzis (1-0).
| 19e journée                 | ES Zarzis                                                                                       | 1 - 0   | Club africain  | Complexe sportif Abdessalem Kazouz, Zarzis | |
| 12 février 2025 14:00 GMT+1 | Moemen Rahmani 52e                                                                              | (0 - 0) | Moataz Zemzemi | Spectateurs : 2 900 Diffuseur : Diwan Sport, Télévision tunisienne 1 Arbitrage : Badis Ben Salah Arbitres assistants : Wael Hannachi Ahmed Dhouioui Quatrième arbitre : Mohamed Chaabane | Spectateurs : 2 900 Diffuseur : Diwan Sport, Télévision tunisienne 1 Arbitrage : Badis Ben Salah Arbitres assistants : Wael Hannachi Ahmed Dhouioui Quatrième arbitre : Mohamed Chaabane |
| 12 février 2025 14:00 GMT+1 | Mohamed Belghith 48e · Moemen Rahmani 52e · Saifeddine Charfi 82e · Clavert Kiendrebeogoi 90+5e | Rapport |                | Spectateurs : 2 900 Diffuseur : Diwan Sport, Télévision tunisienne 1 Arbitrage : Badis Ben Salah Arbitres assistants : Wael Hannachi Ahmed Dhouioui Quatrième arbitre : Mohamed Chaabane | Spectateurs : 2 900 Diffuseur : Diwan Sport, Télévision tunisienne 1 Arbitrage : Badis Ben Salah Arbitres assistants : Wael Hannachi Ahmed Dhouioui Quatrième arbitre : Mohamed Chaabane |

Le 20 février, le Club africain s'impose lors de sa rencontre avec le Club sportif sfaxien au stade Taïeb-Mehiri (1-0), Cette victoire est la première en extérieur depuis mars 2010,.
| 20e journée                 | CS Sfax          | 0 - 1   | Club africain                                                              | Stade Taïeb-Mehiri, Sfax | |
| 20 février 2025 14:00 GMT+1 |                  | (0 - 1) | 28e Hamza Khadhraoui ( Bilel Aït Malek)                                    | Spectateurs : 7 100 Diffuseur : Al-Kass Four, Télévision tunisienne 1, Diwan Sport Arbitrage : Oussama Ben Ishak Arbitres assistants : Aymen Ismail Jamel Dorai Quatrième arbitre : Houssem Ben Sassi | Spectateurs : 7 100 Diffuseur : Al-Kass Four, Télévision tunisienne 1, Diwan Sport Arbitrage : Oussama Ben Ishak Arbitres assistants : Aymen Ismail Jamel Dorai Quatrième arbitre : Houssem Ben Sassi |
| 20 février 2025 14:00 GMT+1 | Mohamed Absi 64e | Rapport | 28e Ghaith Sghaier (hors pitch) · 62e Ghaith Zaalouni · 76e Ghaith Yeferni | Spectateurs : 7 100 Diffuseur : Al-Kass Four, Télévision tunisienne 1, Diwan Sport Arbitrage : Oussama Ben Ishak Arbitres assistants : Aymen Ismail Jamel Dorai Quatrième arbitre : Houssem Ben Sassi | Spectateurs : 7 100 Diffuseur : Al-Kass Four, Télévision tunisienne 1, Diwan Sport Arbitrage : Oussama Ben Ishak Arbitres assistants : Aymen Ismail Jamel Dorai Quatrième arbitre : Houssem Ben Sassi |

Le 23 février, le Club africain s'impose lors de sa rencontre avec l'Olympique de Béja au stade olympique de Radès (2-0). Ce match est le premier à utiliser la VAR cette saison.
| 21e journée                 | Club africain                                                             | 2 - 0   | Olympique de Béja | Stade olympique de Radès, Radès | |
| 23 février 2025 14:00 GMT+1 | ( Hamza Khadraoui) Hamdi Labidi 57e · ( Bilel Aït Malek) Hamdi Labidi 60e | (0 - 0) |                   | Spectateurs : 20 200 Diffuseur : Diwan Sport, Télévision tunisienne 1 Arbitrage : Seif Ouertani Arbitres assistants : Wael Hannachi Zied Naili Quatrième arbitre : Khalil Trabelsi Arbitre vidéo : Achref Harkati Arbitres assistants vidéo : Jassem Shimi | Spectateurs : 20 200 Diffuseur : Diwan Sport, Télévision tunisienne 1 Arbitrage : Seif Ouertani Arbitres assistants : Wael Hannachi Zied Naili Quatrième arbitre : Khalil Trabelsi Arbitre vidéo : Achref Harkati Arbitres assistants vidéo : Jassem Shimi |
| 23 février 2025 14:00 GMT+1 | Hamza Ben Abda 84e                                                        | Rapport |                   | Spectateurs : 20 200 Diffuseur : Diwan Sport, Télévision tunisienne 1 Arbitrage : Seif Ouertani Arbitres assistants : Wael Hannachi Zied Naili Quatrième arbitre : Khalil Trabelsi Arbitre vidéo : Achref Harkati Arbitres assistants vidéo : Jassem Shimi | Spectateurs : 20 200 Diffuseur : Diwan Sport, Télévision tunisienne 1 Arbitrage : Seif Ouertani Arbitres assistants : Wael Hannachi Zied Naili Quatrième arbitre : Khalil Trabelsi Arbitre vidéo : Achref Harkati Arbitres assistants vidéo : Jassem Shimi |

Le 27 février, le Club africain subit une défaite face à l'Union sportive monastirienne lors de la 22e journée des play-offs à Monastir (1-0).
| 22e journée                 | Union sportive monastirienne               | 1 - 0   | Club africain                                   | Stade Mustapha-Ben-Jannet, Monastir | |
| 27 février 2025 14:00 GMT+1 | Aymen Harzi 23e                            | (1 - 0) |                                                 | Spectateurs : 6 900 Diffuseur : Diwan Sport, Télévision tunisienne 1, Al-Kass Four Arbitrage : Miloš Bošković Arbitres assistants : Marjan Paunović Vladimir Radinovic Quatrième arbitre : Abdelhamid Badreddine Arbitre vidéo : Novak Simović Arbitres assistants vidéo : Nikola Ðorović | Spectateurs : 6 900 Diffuseur : Diwan Sport, Télévision tunisienne 1, Al-Kass Four Arbitrage : Miloš Bošković Arbitres assistants : Marjan Paunović Vladimir Radinovic Quatrième arbitre : Abdelhamid Badreddine Arbitre vidéo : Novak Simović Arbitres assistants vidéo : Nikola Ðorović |
| 27 février 2025 14:00 GMT+1 | Mahmoud Ghorbel 45+2e · Hazem Mastouri 84e | Rapport | Kenneth Semakula 13e, 38e · Ghaith Zaalouni 22e | Spectateurs : 6 900 Diffuseur : Diwan Sport, Télévision tunisienne 1, Al-Kass Four Arbitrage : Miloš Bošković Arbitres assistants : Marjan Paunović Vladimir Radinovic Quatrième arbitre : Abdelhamid Badreddine Arbitre vidéo : Novak Simović Arbitres assistants vidéo : Nikola Ðorović | Spectateurs : 6 900 Diffuseur : Diwan Sport, Télévision tunisienne 1, Al-Kass Four Arbitrage : Miloš Bošković Arbitres assistants : Marjan Paunović Vladimir Radinovic Quatrième arbitre : Abdelhamid Badreddine Arbitre vidéo : Novak Simović Arbitres assistants vidéo : Nikola Ðorović |

Le 2 mars, le Club africain s'impose face à l'Union sportive de Tataouine lors de la 23e journée au stade olympique de Radès (1-0).
| 23e journée             | Club africain                                       | 1 - 0   | US Tataouine | Stade olympique de Radès, Radès | |
| 2 mars 2025 14:00 GMT+1 | Ali Youssef Ibrahim Al-Musrati 05e ( Bassem Srarfi) | (1 - 0) |              | Spectateurs : 4 360 Diffuseur : Diwan Sport, Télévision tunisienne 2 Arbitrage : Aymen Nasri Arbitres assistants : Youssef Jami Wassim Hannachi Quatrième arbitre : Khalil Trabelsi Arbitre vidéo : Jalel Sahbani Arbitres assistants vidéo : Achref Hedhli | Spectateurs : 4 360 Diffuseur : Diwan Sport, Télévision tunisienne 2 Arbitrage : Aymen Nasri Arbitres assistants : Youssef Jami Wassim Hannachi Quatrième arbitre : Khalil Trabelsi Arbitre vidéo : Jalel Sahbani Arbitres assistants vidéo : Achref Hedhli |
| 2 mars 2025 14:00 GMT+1 | Rapport                                             |         |              | Spectateurs : 4 360 Diffuseur : Diwan Sport, Télévision tunisienne 2 Arbitrage : Aymen Nasri Arbitres assistants : Youssef Jami Wassim Hannachi Quatrième arbitre : Khalil Trabelsi Arbitre vidéo : Jalel Sahbani Arbitres assistants vidéo : Achref Hedhli | Spectateurs : 4 360 Diffuseur : Diwan Sport, Télévision tunisienne 2 Arbitrage : Aymen Nasri Arbitres assistants : Youssef Jami Wassim Hannachi Quatrième arbitre : Khalil Trabelsi Arbitre vidéo : Jalel Sahbani Arbitres assistants vidéo : Achref Hedhli |

Le 8 mars, le Club africain fait match nul face à l'Avenir sportif de Soliman lors de la 24e journée (0-0).
| 24e journée             | AS Soliman | 0 - 0   | Club africain | Stade municipal de Bir Bouregba, Bir Bouregba | |
| 8 mars 2024 14:00 GMT+1 |            | (0 - 0) |               | Spectateurs : 789 Diffuseur : Diwan Sport, Télévision tunisienne 2 Arbitrage : Amir Ayadi Arbitres assistants : Wassim Amara Yassine Saâdaoui Quatrième arbitre : Houssem Hadj Ali Arbitre vidéo : Haythem Guirat Arbitres assistants vidéo : Khalil Hassani | Spectateurs : 789 Diffuseur : Diwan Sport, Télévision tunisienne 2 Arbitrage : Amir Ayadi Arbitres assistants : Wassim Amara Yassine Saâdaoui Quatrième arbitre : Houssem Hadj Ali Arbitre vidéo : Haythem Guirat Arbitres assistants vidéo : Khalil Hassani |
| 8 mars 2024 14:00 GMT+1 | Rapport    |         |               | Spectateurs : 789 Diffuseur : Diwan Sport, Télévision tunisienne 2 Arbitrage : Amir Ayadi Arbitres assistants : Wassim Amara Yassine Saâdaoui Quatrième arbitre : Houssem Hadj Ali Arbitre vidéo : Haythem Guirat Arbitres assistants vidéo : Khalil Hassani | Spectateurs : 789 Diffuseur : Diwan Sport, Télévision tunisienne 2 Arbitrage : Amir Ayadi Arbitres assistants : Wassim Amara Yassine Saâdaoui Quatrième arbitre : Houssem Hadj Ali Arbitre vidéo : Haythem Guirat Arbitres assistants vidéo : Khalil Hassani |

Le 13 mars, le petit derby tunisois entre le Club africain et le Stade tunisien se déroule à Radès durant la 25e journée de Ligue I et se termine par une victoire in extremis du Club africain (1-0).
| 25e journée              | Club africain                           | 1 - 0   | Stade tunisien                                                                                  | Stade olympique de Radès, Radès | |
| 13 mars 2025 14:00 GMT+1 | Hamza Ben Abda 90+6e ( Fahd Al-Mesmary) | (0 - 0) |                                                                                                 | Spectateurs : 15 600 Diffuseur : Diwan Sport, Télévision tunisienne 1, Al-Kass One Arbitrage : Nidhal Letaief Arbitres assistants : Marouane Saâd Mohamed Trabelsi Quatrième arbitre : Khalil Trabelsi Arbitre vidéo : Oussama Ben Ishak Arbitres assistants vidéo : Achref Hedhli | Spectateurs : 15 600 Diffuseur : Diwan Sport, Télévision tunisienne 1, Al-Kass One Arbitrage : Nidhal Letaief Arbitres assistants : Marouane Saâd Mohamed Trabelsi Quatrième arbitre : Khalil Trabelsi Arbitre vidéo : Oussama Ben Ishak Arbitres assistants vidéo : Achref Hedhli |
| 13 mars 2025 14:00 GMT+1 |                                         | Rapport | Hadi Khalfa 11e · Bonheur Mugisha 18e · Youssef Saafi 54e · Amath Ndaw 94e} · Ghazi Ayadi 90+4e | Spectateurs : 15 600 Diffuseur : Diwan Sport, Télévision tunisienne 1, Al-Kass One Arbitrage : Nidhal Letaief Arbitres assistants : Marouane Saâd Mohamed Trabelsi Quatrième arbitre : Khalil Trabelsi Arbitre vidéo : Oussama Ben Ishak Arbitres assistants vidéo : Achref Hedhli | Spectateurs : 15 600 Diffuseur : Diwan Sport, Télévision tunisienne 1, Al-Kass One Arbitrage : Nidhal Letaief Arbitres assistants : Marouane Saâd Mohamed Trabelsi Quatrième arbitre : Khalil Trabelsi Arbitre vidéo : Oussama Ben Ishak Arbitres assistants vidéo : Achref Hedhli |

Le 12 avril, le Club africain s'impose lors de sa rencontre avec l'Étoile sportive de Métlaoui à Métlaoui (2-1).
| 26e journée               | ES Métlaoui                            | 1 - 2   | Club africain                                                                                   | Stade municipal de Métlaoui, Métlaoui | |
| 12 avril 2024 14:30 GMT+1 | Ahmed Bouassida 67e                    | (0 - 1) | 36e Ali Youssef Ibrahim Al-Musrati ( Ghaith Sghaier) · 53e Bilel Aït Malek ( Philippe Kinzumbi) | Spectateurs : 984 Diffuseur : Diwan Sport, Télévision tunisienne 1 Arbitrage : Naim Hosni Arbitres assistants : Youssef Jami Zied Dhouioui Quatrième arbitre : Houssem Hadj Ali Arbitre vidéo : Aymen Nasri Arbitres assistants vidéo : Bassem Abouda | Spectateurs : 984 Diffuseur : Diwan Sport, Télévision tunisienne 1 Arbitrage : Naim Hosni Arbitres assistants : Youssef Jami Zied Dhouioui Quatrième arbitre : Houssem Hadj Ali Arbitre vidéo : Aymen Nasri Arbitres assistants vidéo : Bassem Abouda |
| 12 avril 2024 14:30 GMT+1 | Nassim Chachia 33e · Chérif Bodian 60e | Rapport |                                                                                                 | Spectateurs : 984 Diffuseur : Diwan Sport, Télévision tunisienne 1 Arbitrage : Naim Hosni Arbitres assistants : Youssef Jami Zied Dhouioui Quatrième arbitre : Houssem Hadj Ali Arbitre vidéo : Aymen Nasri Arbitres assistants vidéo : Bassem Abouda | Spectateurs : 984 Diffuseur : Diwan Sport, Télévision tunisienne 1 Arbitrage : Naim Hosni Arbitres assistants : Youssef Jami Zied Dhouioui Quatrième arbitre : Houssem Hadj Ali Arbitre vidéo : Aymen Nasri Arbitres assistants vidéo : Bassem Abouda |

Le 20 avril, lors de la 27e journée de championnat, le derby de la capitale oppose le Club africain à l'Espérance sportive de Tunis au stade olympique de Radès. La rencontre se solde par la défaite du premier sur le score de 1-3.
| 27e journée               | Club africain                                              | 1 - 3   | ES Tunis | Stade olympique de Radès, Radès | |
| 20 avril 2025 16:02 GMT+1 | Hamdi Labidi 45+1e (pen.)                                  | (1 - 1) | Hamza Jelassi 12e · Rodrigo Rodrigues (en) 85e (pen.) · Achref Jabri 90+2e                                     | Spectateurs : 28 500 Diffuseur : Télévision tunisienne 1, Al-Kass One, Diwan Sport Arbitrage : Luís Godinho Arbitres assistants : Rui Teixeira Pedro Mota Quatrième arbitre : Sadok Selmi Arbitre vidéo : Bruno Esteves Arbitres assistants vidéo : Nuno Miguel da Silva Manso | Spectateurs : 28 500 Diffuseur : Télévision tunisienne 1, Al-Kass One, Diwan Sport Arbitrage : Luís Godinho Arbitres assistants : Rui Teixeira Pedro Mota Quatrième arbitre : Sadok Selmi Arbitre vidéo : Bruno Esteves Arbitres assistants vidéo : Nuno Miguel da Silva Manso |
| 20 avril 2025 16:02 GMT+1 | Ahmed Khalil 21e · Ghaith Yeferni 59e · Ghaith Sghaier 67e | Rapport | 32e Onuche Ogbelu · 62e Hamza Jelassi · 69e Yan Sasse (en) · 75e Mohamed Ben Ali · 88e Mohamed Amine Ben Hmida | Spectateurs : 28 500 Diffuseur : Télévision tunisienne 1, Al-Kass One, Diwan Sport Arbitrage : Luís Godinho Arbitres assistants : Rui Teixeira Pedro Mota Quatrième arbitre : Sadok Selmi Arbitre vidéo : Bruno Esteves Arbitres assistants vidéo : Nuno Miguel da Silva Manso | Spectateurs : 28 500 Diffuseur : Télévision tunisienne 1, Al-Kass One, Diwan Sport Arbitrage : Luís Godinho Arbitres assistants : Rui Teixeira Pedro Mota Quatrième arbitre : Sadok Selmi Arbitre vidéo : Bruno Esteves Arbitres assistants vidéo : Nuno Miguel da Silva Manso |

Le 4 mai, le Club africain concède une défaite in extremis face au Club athlétique bizertin (1-0) au stade du 15-Octobre, compromettant sérieusement ses chances de décrocher la troisième place.
| 28e journée            | Club athlétique bizertin                                                        | 1 - 0   | Club africain         | Stade du 15-Octobre, Bizerte | |
| 4 mai 2024 15:25 GMT+1 | ( Aziz Chaâbane) Khalil Balbouz 90+8e                                           | (0 - 0) | Hamza Khadraoui       | Spectateurs : 5 700 Diffuseur : Diwan Sport, Télévision tunisienne 1 Arbitrage : Houssem Boulares Arbitres assistants : Wael Hannachi Wassim Hannachi Quatrième arbitre : Saif Ouartani Arbitre vidéo : Walid Mansri Arbitres assistants vidéo : Jalel Azouz | Spectateurs : 5 700 Diffuseur : Diwan Sport, Télévision tunisienne 1 Arbitrage : Houssem Boulares Arbitres assistants : Wael Hannachi Wassim Hannachi Quatrième arbitre : Saif Ouartani Arbitre vidéo : Walid Mansri Arbitres assistants vidéo : Jalel Azouz |
| 4 mai 2024 15:25 GMT+1 | Malek Doukali 27e · Aymen Amri 70e · Farouk Bougatfa 79e · Khalil Balbouz 90+9e | Rapport | 90+5e Bilel Aït Malek | Spectateurs : 5 700 Diffuseur : Diwan Sport, Télévision tunisienne 1 Arbitrage : Houssem Boulares Arbitres assistants : Wael Hannachi Wassim Hannachi Quatrième arbitre : Saif Ouartani Arbitre vidéo : Walid Mansri Arbitres assistants vidéo : Jalel Azouz | Spectateurs : 5 700 Diffuseur : Diwan Sport, Télévision tunisienne 1 Arbitrage : Houssem Boulares Arbitres assistants : Wael Hannachi Wassim Hannachi Quatrième arbitre : Saif Ouartani Arbitre vidéo : Walid Mansri Arbitres assistants vidéo : Jalel Azouz |

Le 11 mai, le Club africain enchaîne une seconde défaite consécutive en s'inclinant face à l'Étoile sportive du Sahel (0-2) lors de la 29e journée.
| 29e journée             | Club africain       | 0 - 2   | Étoile sportive du Sahel                                     | Stade olympique de Radès, Radès | |
| 11 mai 2025 15:00 GMT+1 |                     | (0 - 0) | Chérif Camara 47e · Firas Chaouat 58e                        | Spectateurs : 17 600 Diffuseur : Télévision tunisienne 2, Diwan Sport Arbitrage : Mustapha Kechaf Arbitres assistants : Mustapha Akarkad Zakaria Brinsi Quatrième arbitre : Ahmed Dhaouadi Arbitre vidéo : Yassine Bouslim Arbitres assistants vidéo : Khaled Souayah | Spectateurs : 17 600 Diffuseur : Télévision tunisienne 2, Diwan Sport Arbitrage : Mustapha Kechaf Arbitres assistants : Mustapha Akarkad Zakaria Brinsi Quatrième arbitre : Ahmed Dhaouadi Arbitre vidéo : Yassine Bouslim Arbitres assistants vidéo : Khaled Souayah |
| 11 mai 2025 15:00 GMT+1 | Hamza Ben Abdal 46e | Rapport | 9e Mokhles Chouchane · 22e Ghofrane Naouali · 63e Cedrik Gbo | Spectateurs : 17 600 Diffuseur : Télévision tunisienne 2, Diwan Sport Arbitrage : Mustapha Kechaf Arbitres assistants : Mustapha Akarkad Zakaria Brinsi Quatrième arbitre : Ahmed Dhaouadi Arbitre vidéo : Yassine Bouslim Arbitres assistants vidéo : Khaled Souayah | Spectateurs : 17 600 Diffuseur : Télévision tunisienne 2, Diwan Sport Arbitrage : Mustapha Kechaf Arbitres assistants : Mustapha Akarkad Zakaria Brinsi Quatrième arbitre : Ahmed Dhaouadi Arbitre vidéo : Yassine Bouslim Arbitres assistants vidéo : Khaled Souayah |

Le 14 mai, lors de la dernière journée du championnat, le club concède un nul (0-0) à Gabès contre l'Avenir sportif de Gabès. Ce match permet à l'équipe de conserver la quatrième place grâce à une meilleure différence de buts par rapport à l'Espérance sportive de Zarzis.
| 30e journée            | Avenir sportif de Gabès | 0 - 0   | Club africain       | Stade olympique de Gabès, Gabès | |
| 14 mai 2024 1:00 GMT+1 |                         | (0 - 0) |                     | Spectateurs : 3 200 Diffuseur : Diwan Sport, Télévision tunisienne 1 Arbitrage : Haithem Kossai Arbitres assistants : Chiheb ben hassine Fares Jaleli Quatrième arbitre : Badis Ben Saleh Arbitre vidéo : Hamza Jaied Arbitres assistants vidéo : Mohamed Ali derouiche | Spectateurs : 3 200 Diffuseur : Diwan Sport, Télévision tunisienne 1 Arbitrage : Haithem Kossai Arbitres assistants : Chiheb ben hassine Fares Jaleli Quatrième arbitre : Badis Ben Saleh Arbitre vidéo : Hamza Jaied Arbitres assistants vidéo : Mohamed Ali derouiche |
| 14 mai 2024 1:00 GMT+1 | Adem Boulila 35e        | Rapport | 45e Bilel Aït Malek | Spectateurs : 3 200 Diffuseur : Diwan Sport, Télévision tunisienne 1 Arbitrage : Haithem Kossai Arbitres assistants : Chiheb ben hassine Fares Jaleli Quatrième arbitre : Badis Ben Saleh Arbitre vidéo : Hamza Jaied Arbitres assistants vidéo : Mohamed Ali derouiche | Spectateurs : 3 200 Diffuseur : Diwan Sport, Télévision tunisienne 1 Arbitrage : Haithem Kossai Arbitres assistants : Chiheb ben hassine Fares Jaleli Quatrième arbitre : Badis Ben Saleh Arbitre vidéo : Hamza Jaied Arbitres assistants vidéo : Mohamed Ali derouiche |

## Coupe de Tunisie
Le 6 avril, lors des seizièmes de finale de la coupe de Tunisie auxquels le Club africain participe, il affronte avec succès l'Union sportive de Tataouine à Tataouine (1-0).
| 1/16e de finale          | US Tataouine | 0 - 1   | Club africain                      | Stade Néjib-Khattab, Tataouine | |
| 6 avril 2024 14:05 GMT+1 |              | (0 - 1) | Ali Youssef Ibrahim Al-Musrati 41e | Spectateurs : 1 260 Diffuseur : Diwan Sport, Télévision tunisienne 2 Arbitrage : Oussama Ben Ishak Arbitres assistants : Omar Riahi Wael Mehouachi Quatrième arbitre : Mouhib Yaakoubi | Spectateurs : 1 260 Diffuseur : Diwan Sport, Télévision tunisienne 2 Arbitrage : Oussama Ben Ishak Arbitres assistants : Omar Riahi Wael Mehouachi Quatrième arbitre : Mouhib Yaakoubi |
| 6 avril 2024 14:05 GMT+1 | Rapport      |         |                                    | Spectateurs : 1 260 Diffuseur : Diwan Sport, Télévision tunisienne 2 Arbitrage : Oussama Ben Ishak Arbitres assistants : Omar Riahi Wael Mehouachi Quatrième arbitre : Mouhib Yaakoubi | Spectateurs : 1 260 Diffuseur : Diwan Sport, Télévision tunisienne 2 Arbitrage : Oussama Ben Ishak Arbitres assistants : Omar Riahi Wael Mehouachi Quatrième arbitre : Mouhib Yaakoubi |

Lors des huitièmes de finale, le Club africain reçoit le Croissant sportif de M'saken le 27 avril au stade olympique de Radès et s'impose, après prolongations, sur le score de 2-1.
| Huitièmes de finale       | Club africain                                        | 2 - 1 a. p.           | Croissant sportif de M'saken | Stade olympique de Radès, Tunis | |
| 27 avril 2025 14:30 GMT+1 | Hamdi Labidi 45+2e (pen.) · Bilel Aït Malek 98e (ap) | (1 - 0, 1 - 1, 2 - 1) | Houssem Slimane 60e          | Spectateurs : 2 850 Diffuseur : Diwan Sport, Télévision tunisienne 1 Arbitrage : Houssem Ben Sassi Arbitres assistants : Aymen Ismail Oussema Yahyaoui Quatrième arbitre : Iheb Ben Kilani | Spectateurs : 2 850 Diffuseur : Diwan Sport, Télévision tunisienne 1 Arbitrage : Houssem Ben Sassi Arbitres assistants : Aymen Ismail Oussema Yahyaoui Quatrième arbitre : Iheb Ben Kilani |
| 27 avril 2025 14:30 GMT+1 | Rapport                                              |                       |                              | Spectateurs : 2 850 Diffuseur : Diwan Sport, Télévision tunisienne 1 Arbitrage : Houssem Ben Sassi Arbitres assistants : Aymen Ismail Oussema Yahyaoui Quatrième arbitre : Iheb Ben Kilani | Spectateurs : 2 850 Diffuseur : Diwan Sport, Télévision tunisienne 1 Arbitrage : Houssem Ben Sassi Arbitres assistants : Aymen Ismail Oussema Yahyaoui Quatrième arbitre : Iheb Ben Kilani |

En quart de finale, le club concède le 18 mai une défaite à Monastir face à l'Union sportive monastirienne (3-0), conduisant au limogeage de l'entraîneur David Bettoni et à la démission du comité directeur.
| Quart de finale         | Union sportive monastirienne                             | 3 - 0   | Club africain       | Stade Mustapha-Ben-Jannet, Monastir | |
| 18 mai 2025 14:30 GMT+1 | Hazem Mastouri 9e · Mehdi Ganouni 39e · Omar Hafsi 90+2e | (2 - 0) |                     | Spectateurs : 1 100 Diffuseur : Diwan Sport, Télévision tunisienne 1, Al-Kass Three Arbitrage : Nidhal Letaief Arbitres assistants : Wassim Amara Mohamed Trabelsi Quatrième arbitre : Amin Fguir Arbitre vidéo : Amir Ayedi Arbitres assistants vidéo : Bassem Abouda | Spectateurs : 1 100 Diffuseur : Diwan Sport, Télévision tunisienne 1, Al-Kass Three Arbitrage : Nidhal Letaief Arbitres assistants : Wassim Amara Mohamed Trabelsi Quatrième arbitre : Amin Fguir Arbitre vidéo : Amir Ayedi Arbitres assistants vidéo : Bassem Abouda |
| 18 mai 2025 14:30 GMT+1 |                                                          | Rapport | 52e Fahd Al-Mesmary | Spectateurs : 1 100 Diffuseur : Diwan Sport, Télévision tunisienne 1, Al-Kass Three Arbitrage : Nidhal Letaief Arbitres assistants : Wassim Amara Mohamed Trabelsi Quatrième arbitre : Amin Fguir Arbitre vidéo : Amir Ayedi Arbitres assistants vidéo : Bassem Abouda | Spectateurs : 1 100 Diffuseur : Diwan Sport, Télévision tunisienne 1, Al-Kass Three Arbitrage : Nidhal Letaief Arbitres assistants : Wassim Amara Mohamed Trabelsi Quatrième arbitre : Amin Fguir Arbitre vidéo : Amir Ayedi Arbitres assistants vidéo : Bassem Abouda |

## Statistiques collectives
| Compétition      | Début         | Fin             | Matches joués | Victoires | Nuls | Défaites | Buts marqués | Buts encaissés | Différence |
| ---------------- | ------------- | --------------- | ------------- | --------- | ---- | -------- | ------------ | -------------- | ---------- |
| Ligue 1          | 1re journée   | 4e              | 30            | 15        | 9    | 6        | 34           | 19             | +15        |
| Coupe de Tunisie | 16e de finale | Quart de finale | 3             | 2         | 0    | 1        | 3            | 4              | -1         |
| Total            | -             | -               | 33            | 17        | 9    | 7        | 37           | 24             | +14        |